# Martha Stettler
Martha Stettler (Bern, 25 september 1870 - Châtillon, 16 december 1945) was een Zwitsers kunstschilderes.

## Biografie
Martha Stettler was een dochter van architect Eugen Stettler. Na haar opleiding aan de kunstschool van Bern van 1885 tot 1891, haar opleidingen bij Léon Gaud en Henri Hébert in Genève in 1892 en aan de Académie Julian in Parijs vanaf 1893 volgde ze ook nog opleidingen bij Luc-Olivier Merson van 1893 tot 1898 en bij Lucien Simon vanaf 1899.
Ze was medeoprichtster van de Académie de la Grande Chaumière in Parijs, die ze van 1909 tot 1945 zou leiden samen met Alice Dannenberg (1861-1948). Vanaf 1898 stelde ze meermaals haar werk tentoon, vooral in Parijs en in Zwitserland. Ze reisde naar Frankrijk, Zweden, Nederland en Venetië en verbleef gedurende de zomermaanden in het Berner Oberland.
In 1920 was ze de eerste vrouw die deelnam aan de Biënnale van Venetië. Naast taferelen met kinderen in Parijse parken en interieurs schilderde zij ook berglandschappen, stillevens en individuele portretten. Haar laat-impressionistische werken leverden haar bij leven een brede bijval op, doch later geraakte ze in de vergetelheid.

## Onderscheidingen
- Medaille op de Wereldtentoonstelling van 1910 in Brussel (1910)
- Medaille op de Internationale Kunsttentoonstelling van München (1913)

## Galerij

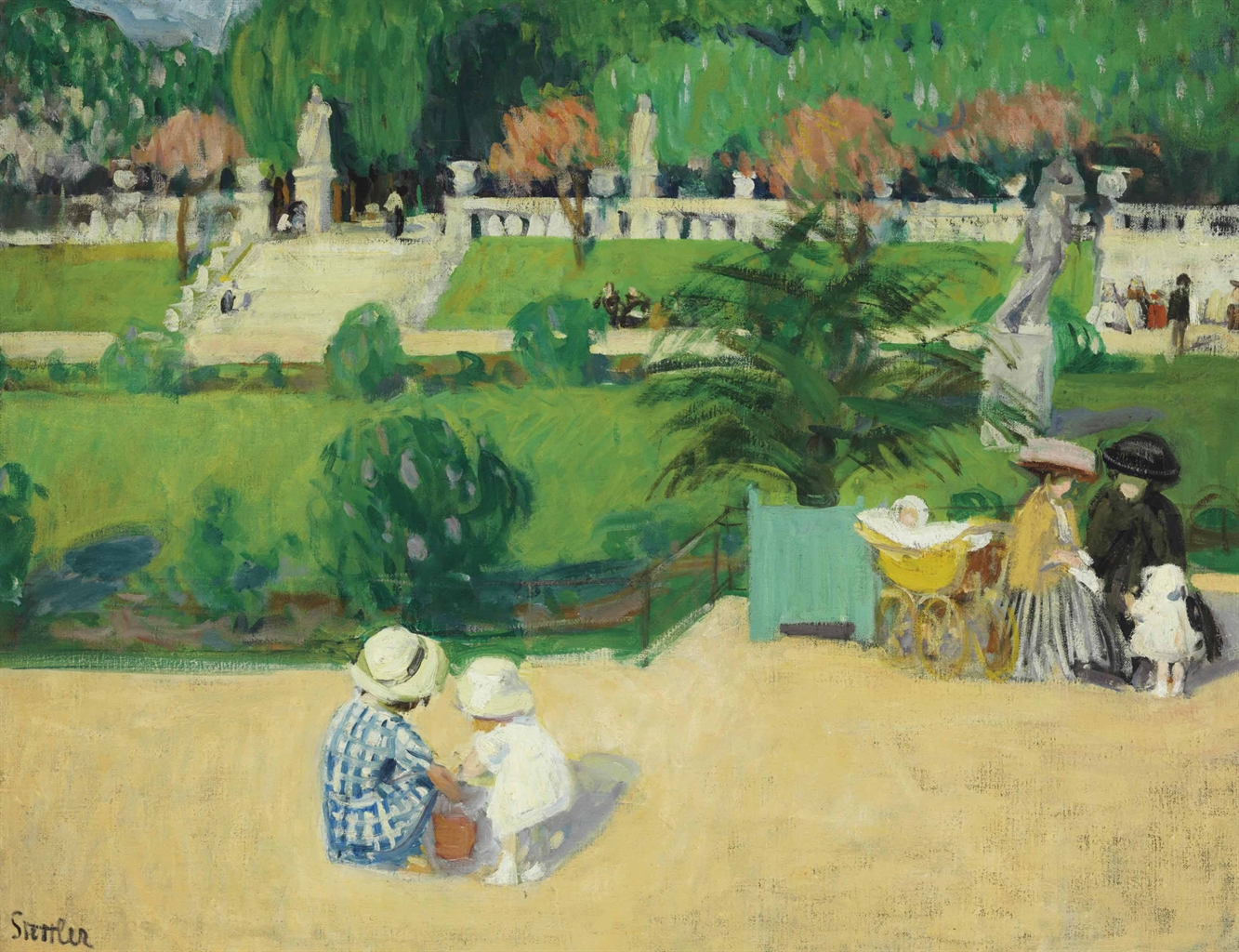
Dans le Jardin du Luxembourg.
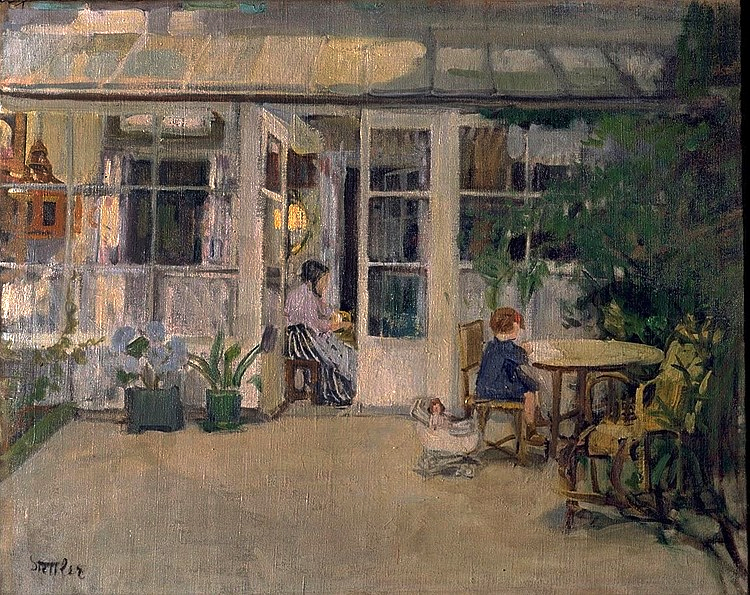
Véranda, ca. 1906-1909.
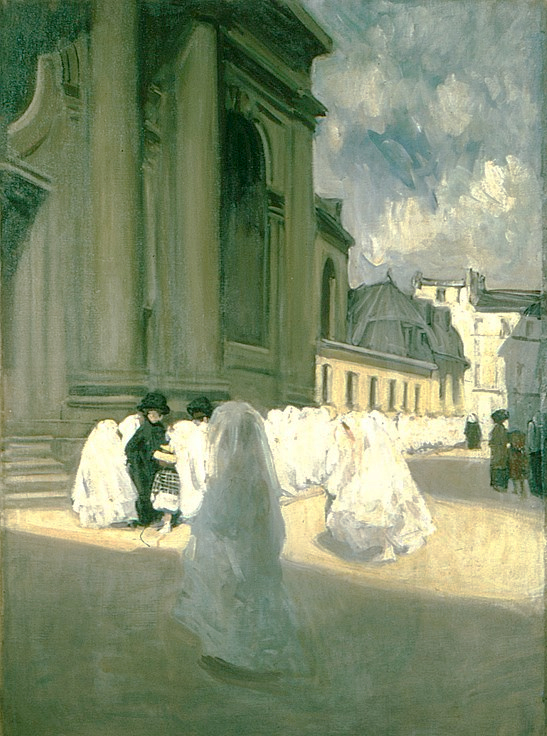
Première communion à St. Sulpice, 1909.
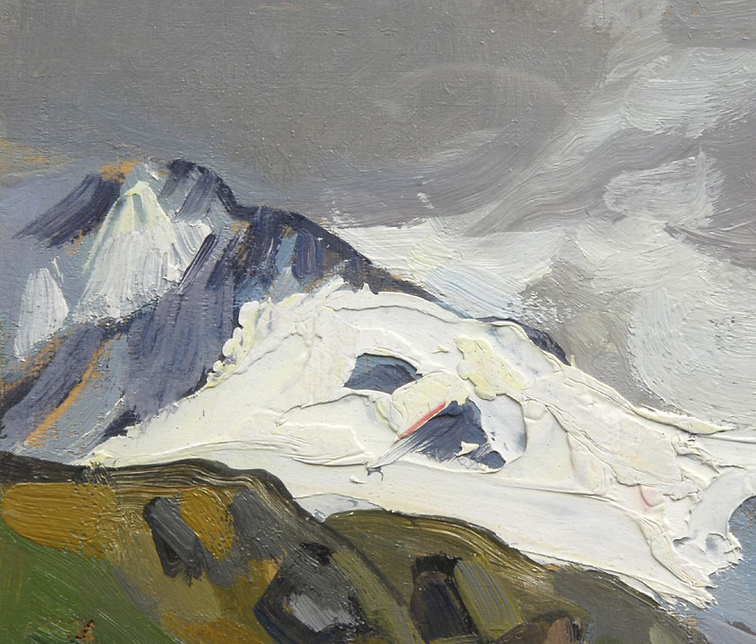
Fex Gletscher.
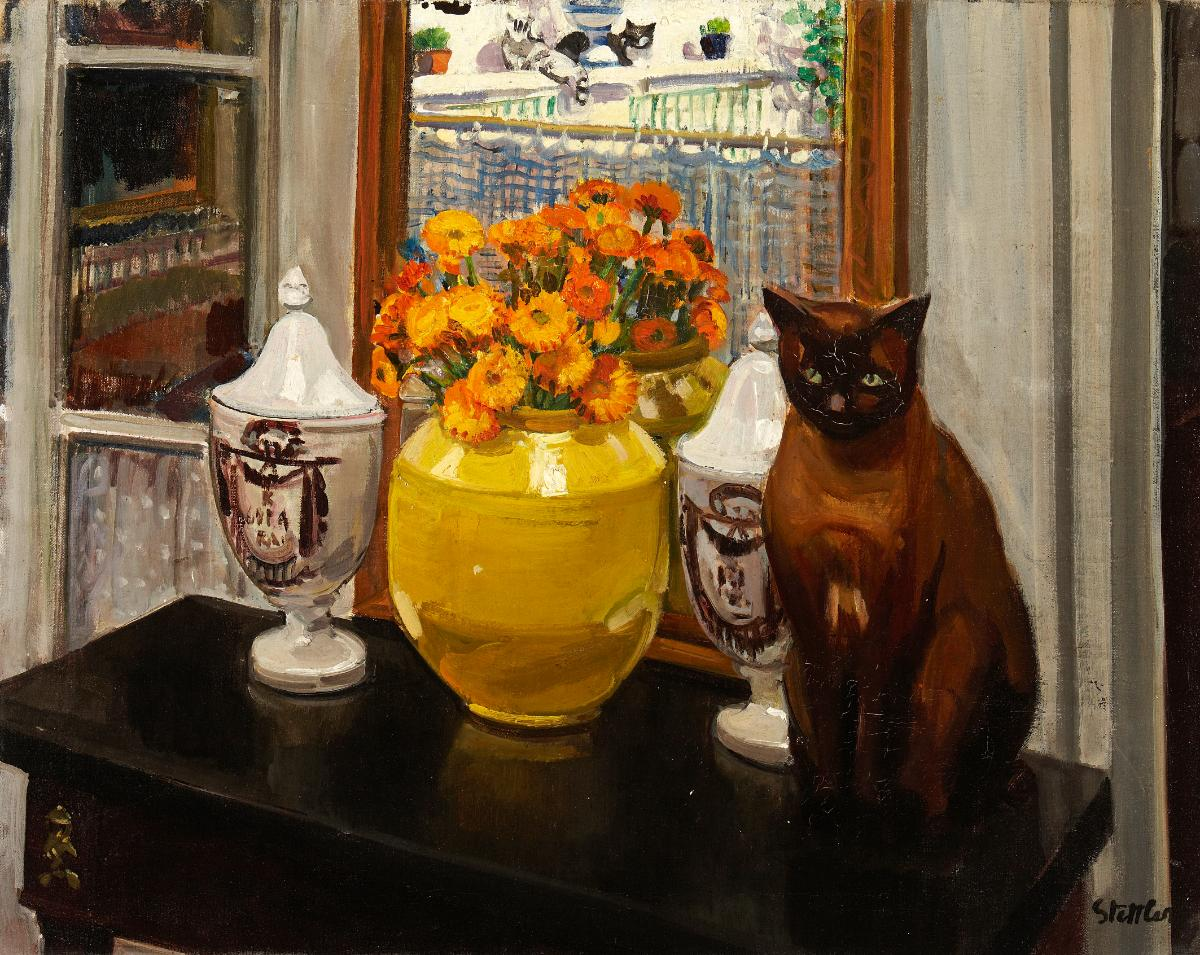
Nature morte avec chat.